# Дроздув (Лодзинське воєводство)
Дроздув (пол. Drozdów) — село в Польщі, у гміні Свіниці-Варцькі Ленчицького повіту Лодзинського воєводства.
Населення — 194 особи (2011).
У 1975-1998 роках село належало до Конінського воєводства.

## Демографія
Демографічна структура станом на 31 березня 2011 року:
|          | Загалом | Допрацездатний вік | Працездатний вік | Постпрацездатний вік |
| -------- | ------- | ------------------ | ---------------- | -------------------- |
| Чоловіки | 99      | 20                 | 70               | 9                    |
| Жінки    | 95      | 23                 | 49               | 23                   |
| Разом    | 194     | 43                 | 119              | 32                   |